# Baie Aspy
La baie Aspy est une baie située au nord-est de l'île du Cap-Breton.

## Toponymie
Le nom « Aspy » pourrait avoir été donné durant la colonisation basque des Amériques et ferait référence au pic d'Aspe, une montagne des Pyrénées.

## Géographie

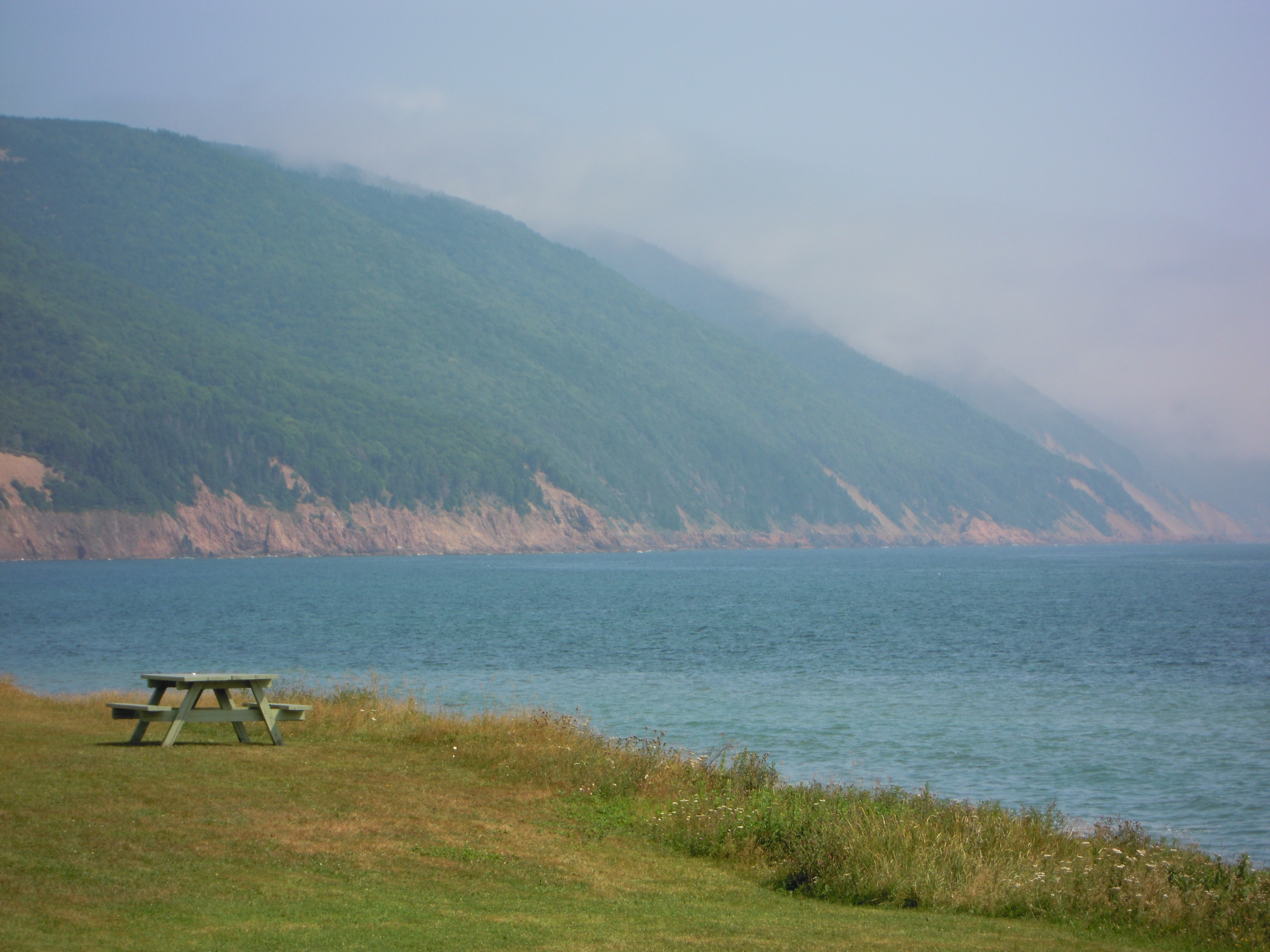
Baie Aspy

Cette baie a une largeur d'environ 15 km et une longueur de 8 km et donne sur le détroit de Cabot, entre le golfe du Saint-Laurent et l'océan Atlantique. Au fond de celle-ci se trouve deux ports naturels : le North Harbour et le South Harbour, les deux étant protégés par un isthme. Les communautés de South Harbour, Dingwall, Smelt Brook et White Point s'y trouvent.

## Histoire
Jean Cabot aurait accosté à la baie Aspy en 1497. Le parc provincial Cabot's Landing commémore l'explorateur.
En novembre 1761, le navire Auguste, transportant des exilés vers la France après la chute de la Nouvelle-France, coule dans la baie Aspy. Le naufrage emporte 114 vies.
En 1856, le dernier arrêt du câble télégraphique transatlantique en Nouvelle-Écosse se rend jusqu'à la communauté d'Aspy Bay.

## Source
- (en) Cet article est partiellement ou en totalité issu de l’article de Wikipédia en anglais intitulé « Aspy Bay » (voir la liste des auteurs).